# 情報アーキテクチャ
情報アーキテクチャ（じょうほうアーキテクチャ、英: information architecture）は「情報をわかりやすく伝え」「受け手が情報を探しやすくする」ための技術およびデザインに関する分野である。また、この分野の専門家を情報アーキテクト（じょうほうアーキテクト、英: information architect）という。ともに「IA」と略される。

## 概要
情報アーキテクチャの対象領域は、詳細さの異なる情報コンテンツをどのように提示するか、ひとつのウェブページ中にまとめるか、あるいはハイパーテキストの特性を利用して別の詳細なドキュメントへのリンクのみ提示するかなどといった情報の構成の仕方（ウェブサイト設計におけるサイト・ストラクチャ）、さらには抽象的なデータベース設計などに至るまでの多岐にわたる。
ウェブデザインの発展に伴い、従来のグラフィックデザイン（平面デザイン）に加え、編集・ビジュアルコミュニケーション・テクノロジーを融合したデザインが要求されるようになった。情報アーキテクチャはこれらの要素技術を組み合わせた、わかりやすさのためのデザインである。紙メディアに関しても、いわゆる「紙面デザイン」だけでなく、章や節の立て方、目次の詳細さ、索引の付け方や方式（KWICなどといった手法がある）などが情報アーキテクチャの領域となる。
情報アーキテクチャという分野のルーツの一つは図書館情報学であり、教育機関においても図書館情報学の発展ないし一部として情報アーキテクチャを扱っているところがある。

## 関連組織
Information Architecture Institute (IA Institute)は情報アーキテクチャに関する米国の非営利組織である。IA Instituteでは、情報アーキテクチャの普及活動、設計ツールの整備、教育・人材育成、地域コミュニティの統括などを行っている。IA Instituteはかつての「アシロマ情報アーキテクチャ研究所（The Asilomar Institute for Information Architecture、略称:AIfIA）」が改称したものである。
World IA Day (WIAD)は世界中で情報アーキテクチャ分野の地域リーダーを発掘・奨励することを目的として開催されるグローバル・イベント、およびそれを主宰する米国の非営利組織である。
日本国内では、Information Architecture Association Japan (IAAJ)がイベントやワークショップ開催などの活動を行っている。また、World IA Dayが東京、京都、福岡、沖縄などで開催されている。